# Bluthochzeit (1978)
Bluthochzeit ist die 1978 geschaffene Studioaufzeichnung des Fernsehens der DDR einer Inszenierung von Rolf Winkelgrund nach der gleichnamigen lyrischen Tragödie von Federico García Lorca aus dem Jahr 1933.

## Handlung
Da es sich hier um eine Schauspielinszenierung handelt, siehe: Bluthochzeit

## Produktion und Veröffentlichung
Grundlage dieser Studioaufzeichnung war die deutsche Erstaufführung des von Enrique Beck übersetzten Stückes im Hans Otto Theater Potsdam unter der Regie von Rolf Winkelgrund am 28. November 1976.
Die Erstausstrahlung erfolgte in Farbe im 2. Programm des Fernsehens der DDR am 15. April 1978.